# Віцеадмірал
Ві́цеадміра́л — військово-морське звання (чин) вищого офіцерського складу флоту у ряді держав. Вище за ранг контрадмірала, але нижче адмірала. Відповідає званню (чину) генерал-лейтенанта в сухопутних військах.

## Віцеадмірали України
- Князь Ігор Володимирович
- Сичов В'ячеслав Федорович
- Алферьєв Ігор Вікторович
- Дронін Петро Степанович[1]
- Фомін Віктор Васильович
- Безкоровайний Володимир Герасимович
- Кожин Борис Борисович
- Гайдук Сергій Анатолійович
- Кузьменко Олег Петрович
- Тарасов Андрій Андрійович
- Неїжпапа Олексій Леонідович (16 квітня 2022)[2]

## У Збройних Силах світу

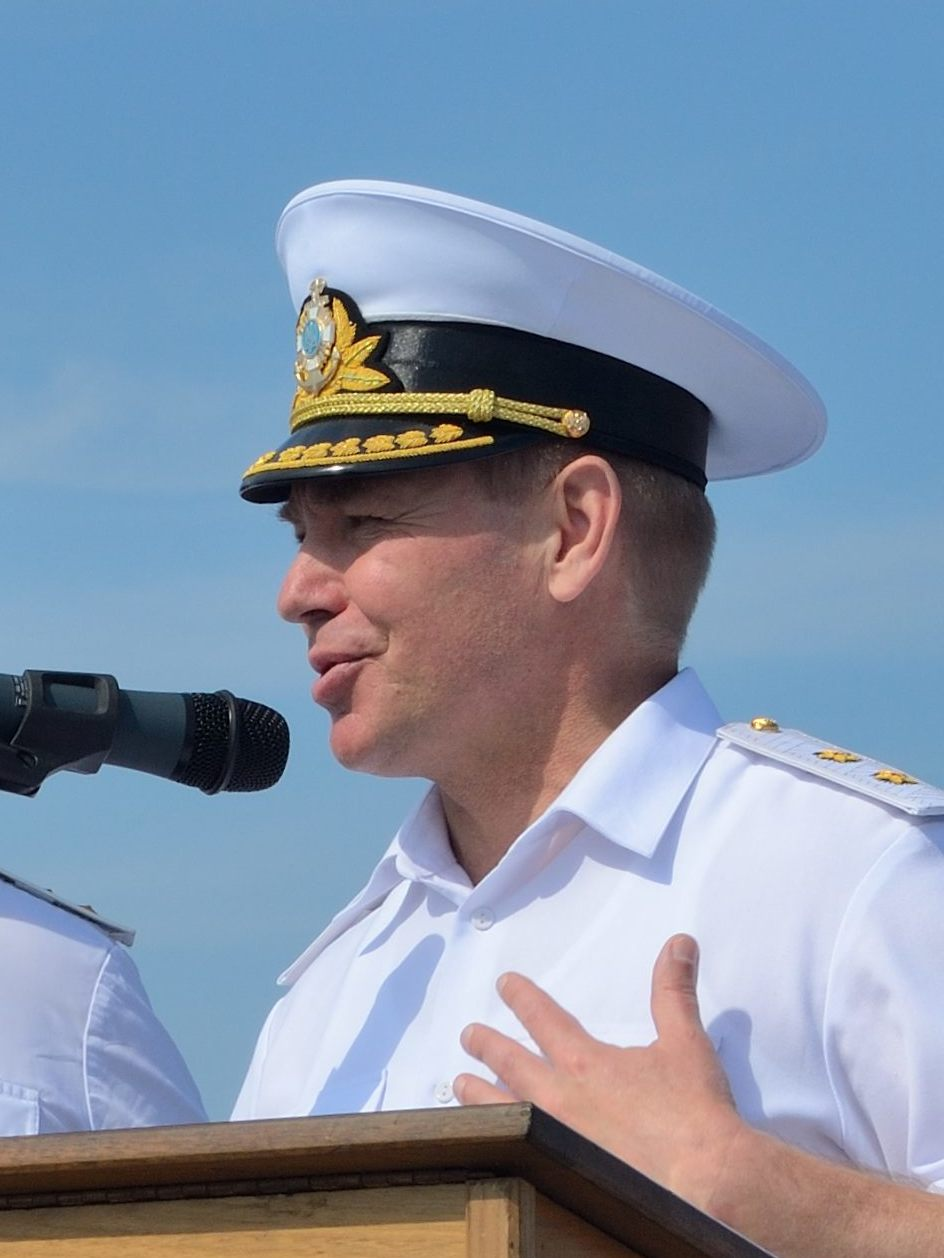
Командувач ВМС ЗС України в 2014-2015 рр., віцеадмірал Гайдук Сергій Анатолійович, 2014 р.

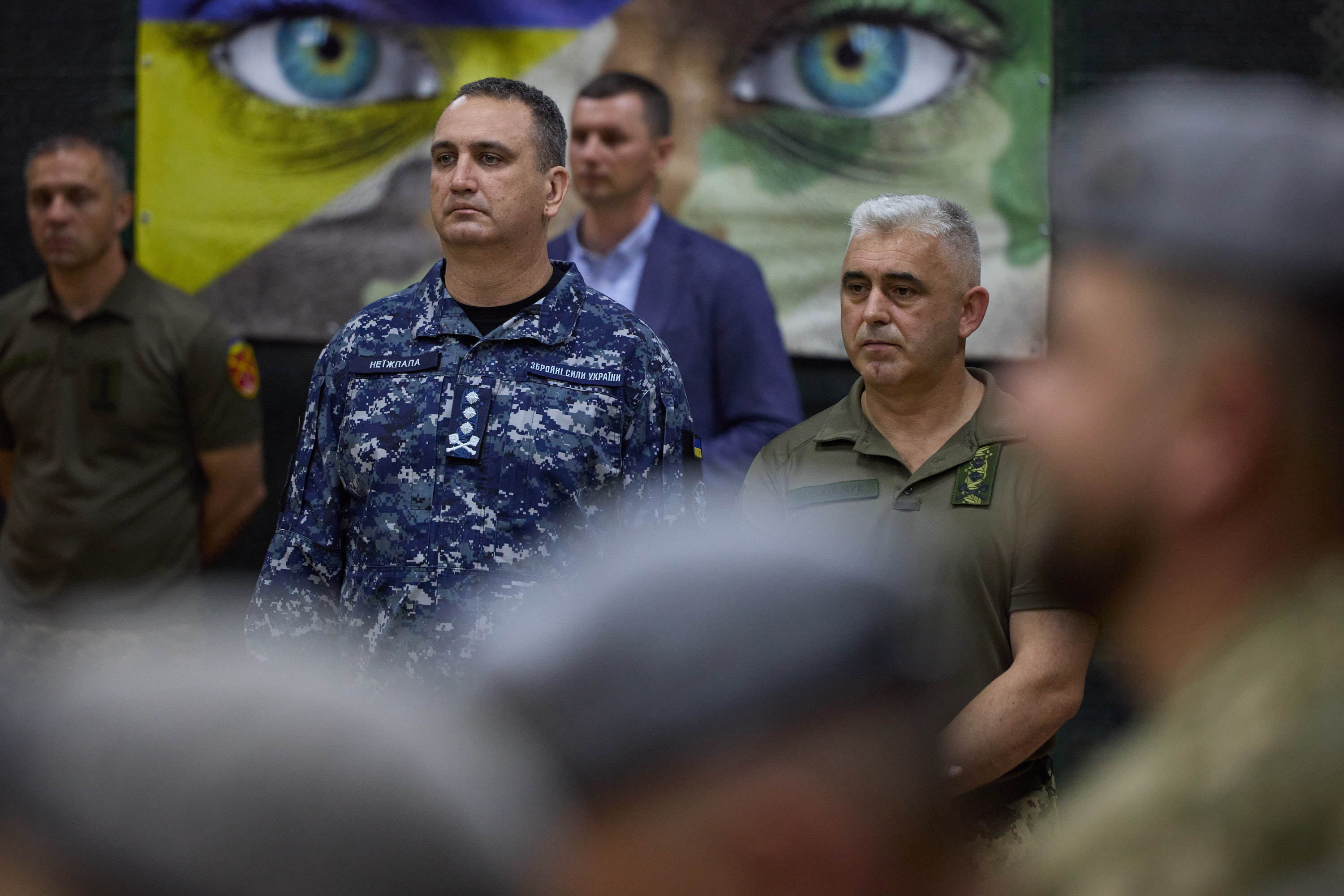
Командувач ВМС ЗС України з 2020 р., віцеадмірал Неїжпапа Олексій Леонідович, 2022 р.

### Японія
- Збройні сили Японської імперії (1888–1945)

- Імперський флот Японії: 中将 (ちゅうじょう, тюдзьо, «середній генерал»)

- Сили Самооборони Японії (1954–2008)

- Морські Сили Самооборони Японії: 海将 (かいしょう, кайсьо, «генерал морських сил»)

### Військово-Морські Сили Збройних Сил України(з1991року)
Збройні сили України які утворилися під час розпаду СРСР, перейняли радянський зразок військових звань, а також радянських знаків розрізнення. За знаки розрізнення віцеадмірал мав три стрічки на рукаві (одна широка вище якої розміщувалися дві стрічки середньої ширини), а також погони на яких було по дві адміральські п’ятипроменеві зірки.

#### Реформа2016року
5.07.2016 року був затверджений Президентом України «Проєкт однострою та знаки розрізнення Збройних Сил України». В Проєкті серед іншого розглянуті військові звання та нові знаки розрізнення військовослужбовців. Вищий офіцерський склад отримав на погони за знаки своєї категорії орнамент у вигляді «зубчатки», а старші офіцери «плетінки». Знак категорії вищого офіцерського складу був розроблений на основі петлиць військовослужбовців УГА. Також Проєктом передбачалося введення нового первинного військового звання вищого командного складу «бригадний генерал», який повинен був зайняти місце між званнями полковник та генерал-майор. Аналогом звання «бригадний генерал» серед корабельного складу військово-морських сил, повинно було стати звання командор. Нові звання повинні були мати за знаки розрізнення по одній чотирипроменевій зірочці над зубчаткою на погоні; крім того командори повинні були отримати по широкій смужці на рукаві як знак свого звання (на той час такі стрічки використовували носії звання капітан І рангу). 
Зміни в однострої та знаках розрізнення викладені в Проєкті набули законної чинності лише з деякими змінами, так звання бригадний генерал та командор не увійшли до військової ієрархії, а кількість зірок на погонах залишилася такою ж яка була і раніше. Віцеадмірал за знаки розрізнення мав на кожному з погонів, по дві чотирипроменеві зірки над зубчаткою (первинно передбачалося по три зірки). Також віцеадмірал як і раніше мав нарукавні знаки розрізнення у вигляді трьох стрічок (одна широка вище якої розміщувалися дві стрічки середньої ширини).
18.07.2017 року виходить наказ Міністерства оборони України №370 «Про затвердження Зразків військової форми одягу та загальних вимог до знаків розрізнення військовослужбовців та ліцеїстів військових ліцеїв» , де затверджуються нововведення 2016 року.

#### Зміни2020року
4 червня 2020 року Верховна Рада України ухвалила законопроєкт, що до нової системи військових звань. Серед змін у Законі було передбачено введення нових військових звань бригадний генерал, коммодор та генерал, а також скасовування існуючих військових звань генерал-полковник та генерал армії.
30 червня 2020 року виходить наказ Міністерства оборони України №238 «Про внесення змін до наказу Міністерства оборони України від 20 листопада 2017 року N 606», де серед іншого надався опис знаків розрізнення. В цьому наказі нововведені звання були відсутні, але були присутні скасовані звання. Цим Наказом вносилися зміни у знаки розрізнення, так знаками категорії вищого офіцерського складу замість орнаменту у вигляді «зубчатки», вводилися емблеми у вигляді схрещених булав.
4 листопада 2020 року виходить наказ Міністерства оборони України №398 «Про затвердження Змін до Правил носіння військової форми одягу та знаків розрізнення військовослужбовцями Збройних Сил України, Державної спеціальної служби транспорту та ліцеїстами військових ліцеїв», де серед іншого надавався опис знаків розрізнення та опис одностроїв. У цьому Наказі, надано зображення знаків розрізнення, де вперше фігурують нововведені звання. Знаками розрізнення віцеадмірала Військово-Морських Сил Збройних Сил України, стають три чотирипроменеві зірки на погоні, розміщені над знаком категорії військовослужбовця – схрещеними булавами. Нарукавний знак віцеадмірала залишається без змін і виглядає як і раніше: три золотисті стрічки (одна широка вище якої дві стрічки середньої ширини), вище яких золота емблема у вигляді накладеного на якір Тризуба.
Слід зауважити, що відповідні знаки розрізнення на погонах у 2016—2020 роках використовувалися носіями звання адмірал, які після введення нового звання «коммодор», стали носити по чотири зірки на погоні. 
Парадні погони вищого командного складу Військово-Морських сил, несуть на собі широкий повздовжній золотий галун. На якому закріплені знаки розрізнення в залежності від військового звання носія.
Знаки розрізнення віцеадмірала, на різних типах однострою, Україна (2020)
|               |                   |                |                 |
| Парадна форма | Повсякденна форма | Службова форма | Нарукавний знак |

Попередні знаки розрізнення віцеадміралів, Україна (1991-2020)
|                           |                           |                 |                           |                 |
| з 1991                    | 2016-2020                 | 2016-2020       | 2020                      | 2020            |
| Стандартний вигляд погону | Стандартний вигляд погону | Нарукавний знак | Стандартний вигляд погону | Нарукавний знак |

| Нижче за рангом: Контрадмірал | ВМС ЗСУ Віцеадмірал | Вище за рангом: Адмірал |